# Brandys (herb szlachecki)
Brandys – polski herb szlachecki.

## Opis herbu

### Opis historyczny
Kasper Niesiecki blazonuje herb następująco:

(...) z korony ręka zbrojna po ramię wychodzi do góry prosto ku hełmu, luboć w łokciu trochę nakrzywiona, miecz trzyma w ręku, na dół końcem obrócony, nad hełmem z korony takaż ręka.

Według Juliusza Ostrowskiego:

W polu czerwonem z korony złotej ręka zbrojna ukośnie w prawo miecz ostrzem na dół trzymająca. Nad hełmem w koronie taka sama ręka.

### Opis współczesny
Opis skonstruowany współcześnie brzmi następująco:
Na tarczy o polu czerwonym korona, z której wychodzi po ramię zbrojna ręka, skierowana do góry ku hełmowi, choć w łokciu trochę przekrzywiona, miecz trzyma w dłoni, na dół końcem obrócony.
W klejnocie taka sama ręka.
Labry herbowe czerwone, podbite srebrem.

## Geneza
Herb Brandys figuruje w Polsce od XV wieku, pieczętowała się nim pruska rodzina Brandysów. Znane jest nam imię Jana Giszgra Brandysa z 1458 roku. A także Henryka Brandysa.

## Herbowni
Herb ten był herbem własnym, toteż do jego używania uprawniony jest tylko jeden ród herbownych:
Brandys